# قورباغه شکم سبز-طلایی
قورباغه شکم سبز-طلایی (به انگلیسی: Green and golden bell frog) گونه‌ای از سرده قورباغه درختی استرالیایی می‌باشد.